# 7月25日
7月25日（しちがつにじゅうごにち）は、グレゴリオ暦で年始から206日目（閏年では207日目）にあたり、年末まであと159日ある。

## できごと

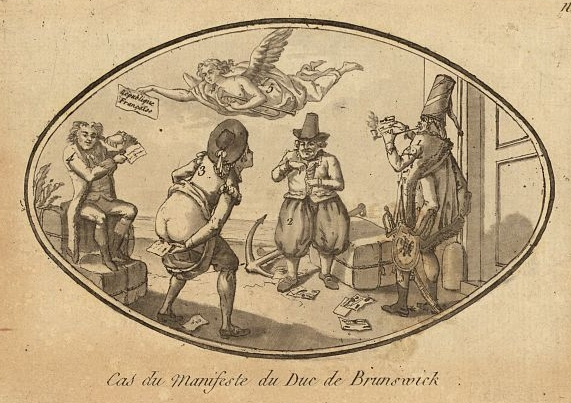
ブラウンシュヴァイク・マニフェスト発される(1792)。画像は同年の風刺画。

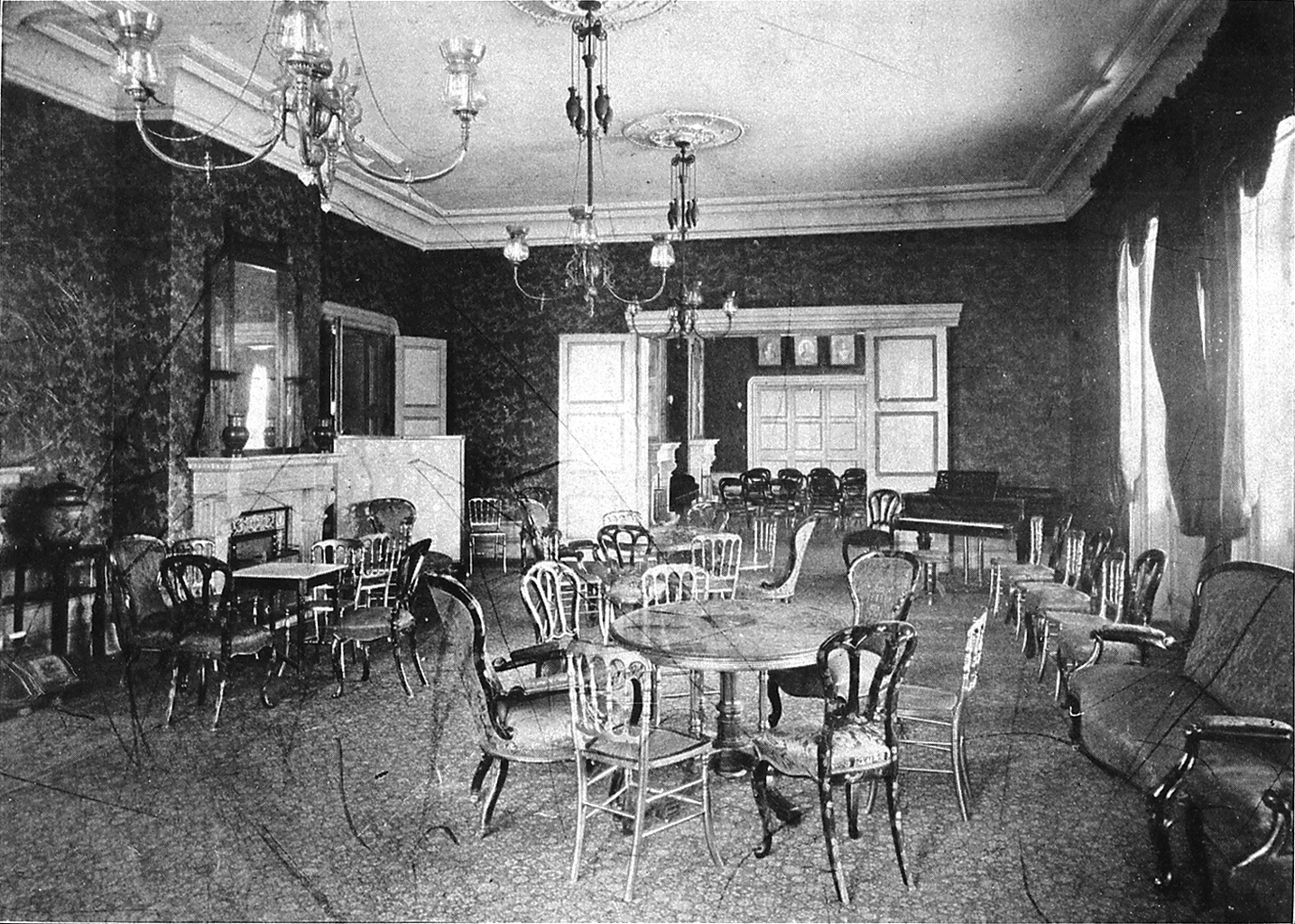
日本の公卿・諸侯の身分が廃止され華族に統一される(1869)。画像は1912年の華族会館

| クィーンストン・ハイツで、ランディーズ・レーンで、／我等が勇敢な父祖は肩を並べ／自由と家と愛する者達のため／毅然と立ち向かい気高く死んだ――『楓の葉よ永遠に』 |

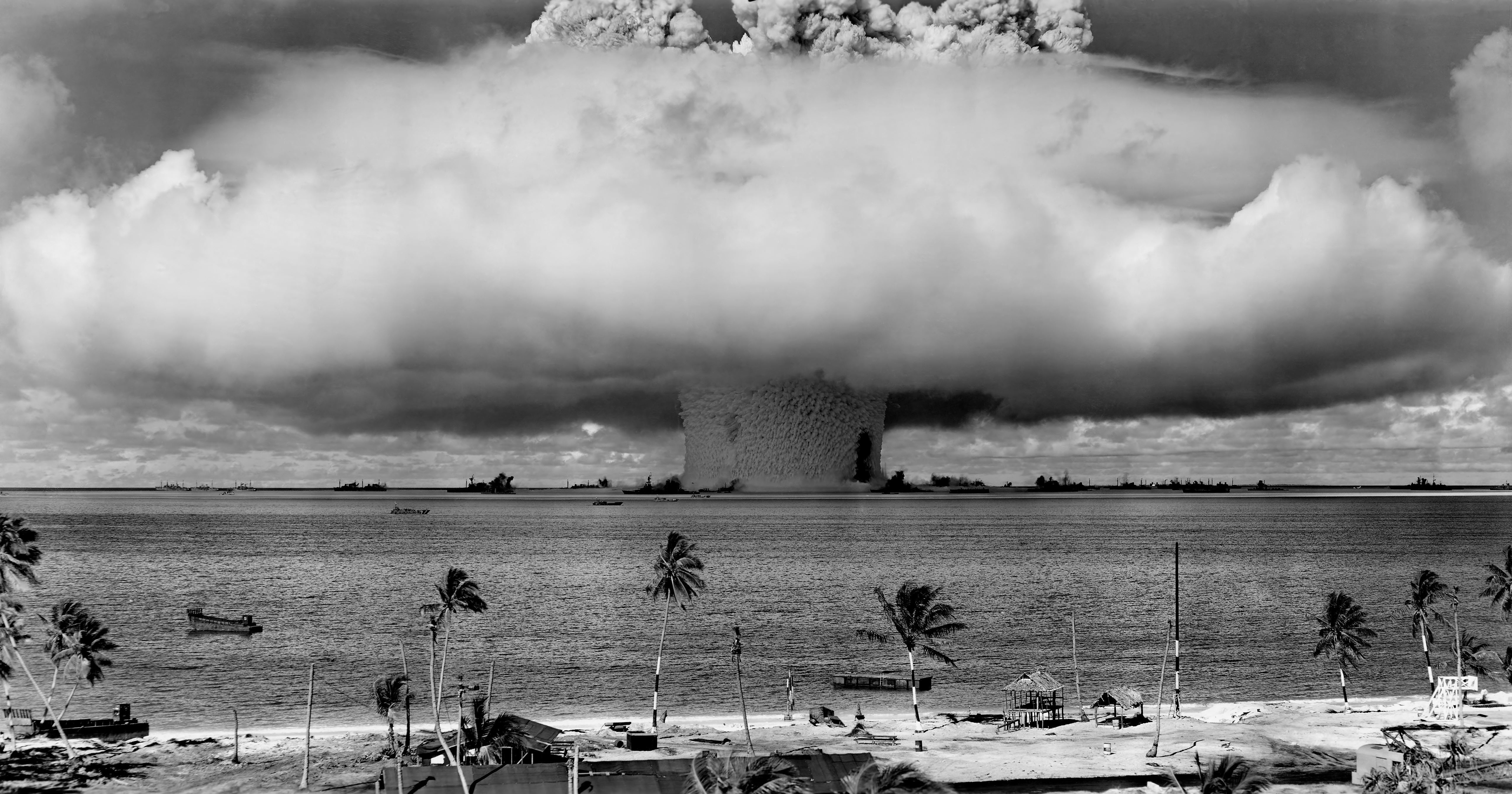
クロスロード作戦、アメリカ合衆国によるビキニ環礁での核実験(1946)

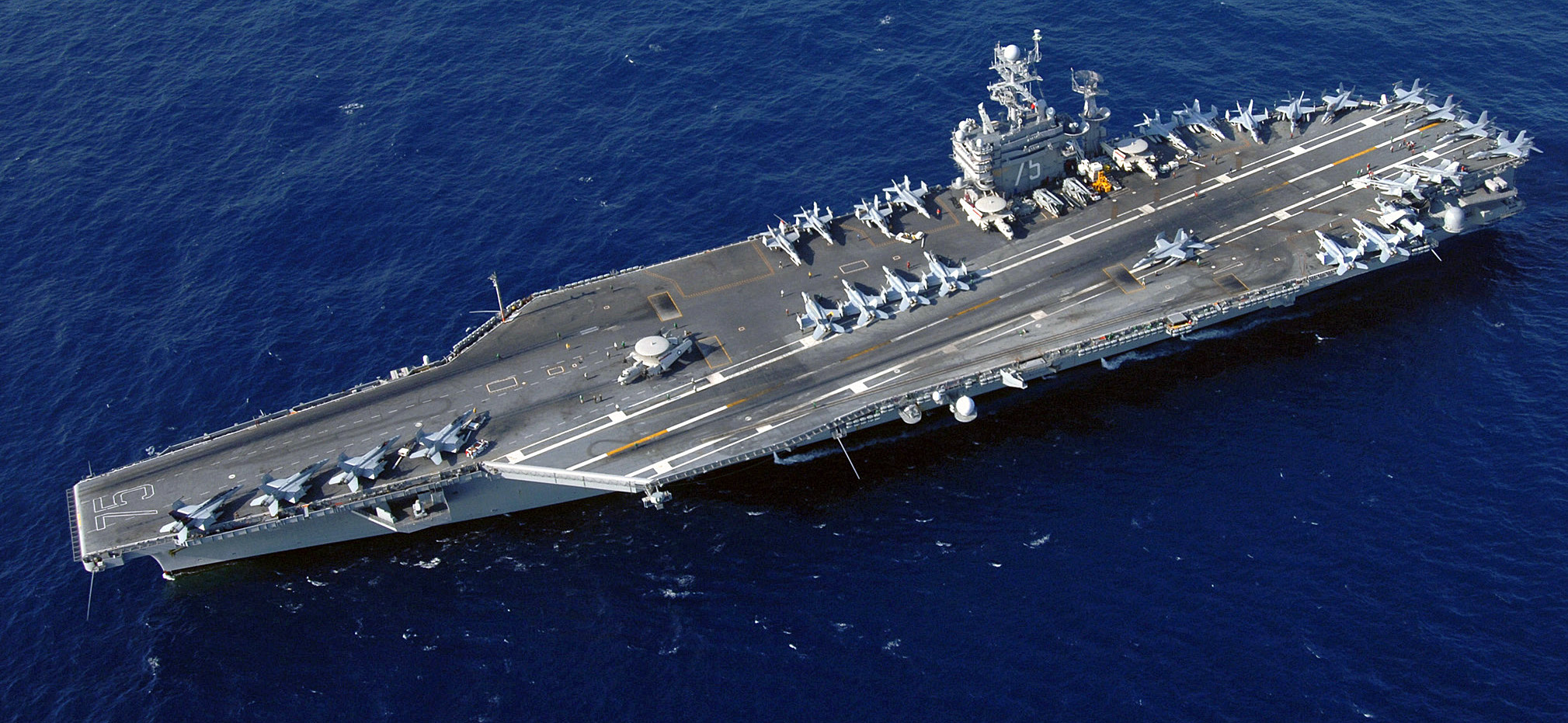
空母ハリー・S・トルーマン就役(1998)

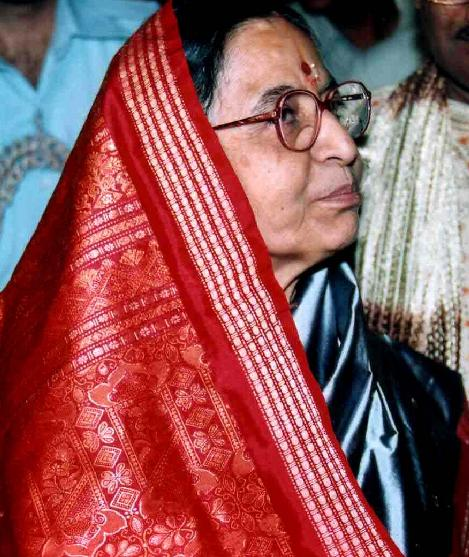
プラティバ・パティル(1934-)、インド初の女性大統領に（2007）

- 1139年 - レコンキスタ：オーリッケの戦い。ポルトガルが5人のモーロ人を戦死させる戦勝を収める。ポルトガル国旗の5つの盾はこれを象徴するという説もある。
- 1261年 - ニカイア帝国がラテン帝国からコンスタンティノポリスを奪回し、東ローマ帝国が復活。
- 1457年 - フランス王アンリ2世が戴冠。
- 1593年 - フランス王アンリ4世がプロテスタントからカトリックに改宗。
- 1603年 - スコットランド王ジェームズ6世がイングランド王（ジェームス1世）としても戴冠。以降、イングランドとスコットランドは1707年に合同してグレートブリテン王国となるまで同君連合となる。
- 1788年 - ヴォルフガング・アマデウス・モーツァルトが交響曲第40番を完成させる。
- 1792年 - フランス革命戦争：プロイセンのカール・ヴィルヘルム・フェルディナント・フォン・ブラウンシュヴァイクが、パリ市民に向けて「ルイ16世その他のフランス王族に危害を加えたら復讐する」との内容の宣言（ブラウンシュヴァイクの宣言）を発する。
- 1797年 - ホレーショ・ネルソンがカナリア諸島のサンタ・クルス・デ・テネリフェの攻略でスペインの大砲「エル・ティグレ」の攻撃を受け右腕を失う（サンタ・クルス・デ・テネリフェの戦い（英語版））。
- 1814年 - 米英戦争：ランディーズ・レーンの戦い。
- 1814年 - ジョージ・スチーブンソンが蒸気機関車の試運転に成功。
- 1819年 - ボヤカの戦い：前哨戦バルガス沼の戦い。シモン・ボリバルの軍勢がスペイン軍に辛勝。
- 1850年 - ドイツ＝オーストリア電信連合が発足する。
- 1869年（明治2年6月17日） - 日本で版籍奉還が行われる。
- 1869年（明治2年6月17日） - 日本の公卿・諸侯の身分が廃止され呼称が華族に統一される。
- 1875年 - 吉田・エヴァーツ条約が締結される。
- 1883年 - 前右大臣・岩倉具視の葬儀を日本初の国葬として実施。
- 1894年 - 日清戦争：豊島沖海戦。朝鮮半島の豊島沖で日本軍と清軍による海戦が行われる。日清戦争の始まり。
- 1908年 - 池田菊苗が「グルタミン酸塩を主成分とする調味料製造法（後の味の素）」の特許を取得[1]。
- 1909年 - ルイ・ブレリオが操縦するブレリオ XIが史上初の飛行機でのドーバー海峡横断に成功。
- 1919年 - カラハン宣言。ソ連のレフ・カラハン外務人民委員代理が、ロシア帝国が清と結んだ不平等条約の即時・無条件撤廃を表明。
- 1932年 - ソ連・ポーランド不可侵条約が締結。満州国協和会が発足。
- 1933年 - 山形市で気温摂氏40.8度の最高気温を記録。2007年に更新されるまで長らく日本の最高気温記録となる。
- 1934年 - オーストリアのナチス党員がウィーンの首相官邸を襲撃し、エンゲルベルト・ドルフース首相を暗殺。
- 1936年 - 上野動物園クロヒョウ脱走事件。
- 1937年 - 廊坊事件。
- 1940年 - 第二次世界大戦：スイスの最高指導者であったアンリ・ギザン将軍の「リュトリ演説」。スイスの自由と独立を守るための武装中立を宣言。
- 1943年 - 第二次世界大戦：イタリア王ヴィットーリオ・エマヌエーレ3世がベニート・ムッソリーニ首相を罷免・逮捕、ピエトロ・バドリオが後任となる。
- 1945年 - 第二次世界大戦・日本本土空襲：保戸島空襲が行われる。
- 1946年 - ビキニ環礁で史上5回目の核爆発。（クロスロード作戦）
- 1946年 - 岐阜刑務所の受刑者300人が食糧事情の悪化などを理由に舎房に入ることを拒否して集団騒擾。7人が逃走して4人を逮捕[2]。
- 1955年 - 日本住宅公団が発足。
- 1957年 - 1年前に独立したチュニジア王国で、王政を廃止して共和国を宣言しチュニジア共和国となる。
- 1960年 - 障害者の雇用の促進等に関する法律施行。
- 1964年 - 東京〜新大阪で東海道新幹線の全線試運転を実施。
- 1969年 - ベトナム戦争：リチャード・ニクソン米大統領がニクソン・ドクトリンを表明する。
- 1973年 - ソ連が火星探査機マルス5号を打ち上げ。
- 1975年 - ニューヨーク・ブロードウェイでミュージカル『コーラスライン』が初演。
- 1978年 - 世界初の試験管ベビー・ルイーズ・ブラウンが誕生。
- 1984年 - サリュート7号搭乗中のスベトラーナ・サビツカヤが、女性では史上初の宇宙遊泳を行う。
- 1985年 - 女子に対するあらゆる形態の差別の撤廃に関する条約、日本国批准。
- 1992年 - 第25回夏季オリンピック、バルセロナオリンピックが開幕。8月9日まで。
- 1995年 - パリ市内の鉄道RERで武装イスラム集団（GIA）による爆弾テロ発生。死傷者60人以上。8月17日、8月26日にも発生する（en:1995 Paris Metro bombing）。
- 1998年 - 和歌山毒物カレー事件発生。
- 1998年 - マイクロソフトが「Windows 98 日本語版」を発売。
- 2000年 - コンコルド墜落事故。
- 2007年 - 横綱朝青龍が大相撲の夏巡業を負傷休場したにもかかわらず期間中に帰国先のモンゴルでサッカーをしていたことが報じられる。8月1日に相撲協会から2場所出場停止などの処分を受ける。
- 2007年 - プラティバ・パティルがインド大統領に就任。インド初の女性大統領。
- 2011年 - 日本で、岩手・宮城・福島以外の都道府県で、完全にアナログ放送が終了。
- 2020年 - 7月4日に中国を出港した「WAKASHIO」が、インド洋を航行中、モーリシャス島の南東0.9マイル沖で座礁。（わかしお座礁石油流出事故 ）
- 2025年 - 沖縄県今帰仁村・名護市にジャングリア沖縄が開業[3]。

## 誕生日

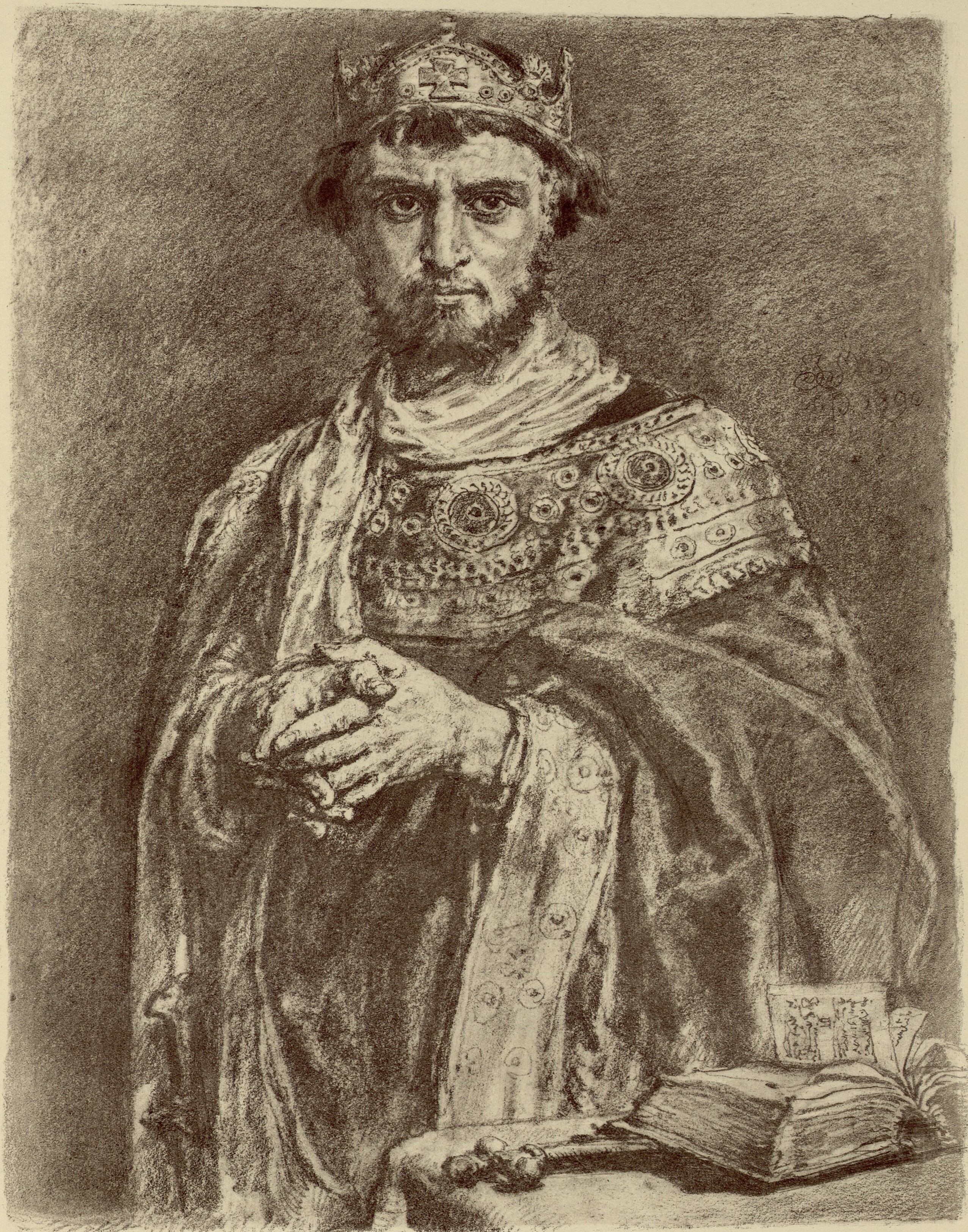
「復古王」カジミェシュ1世(1016-1058)誕生。ポーランドを再統合した。

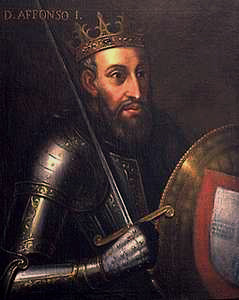
初代ポルトガル王、アフォンソ1世(1109-1185)誕生。

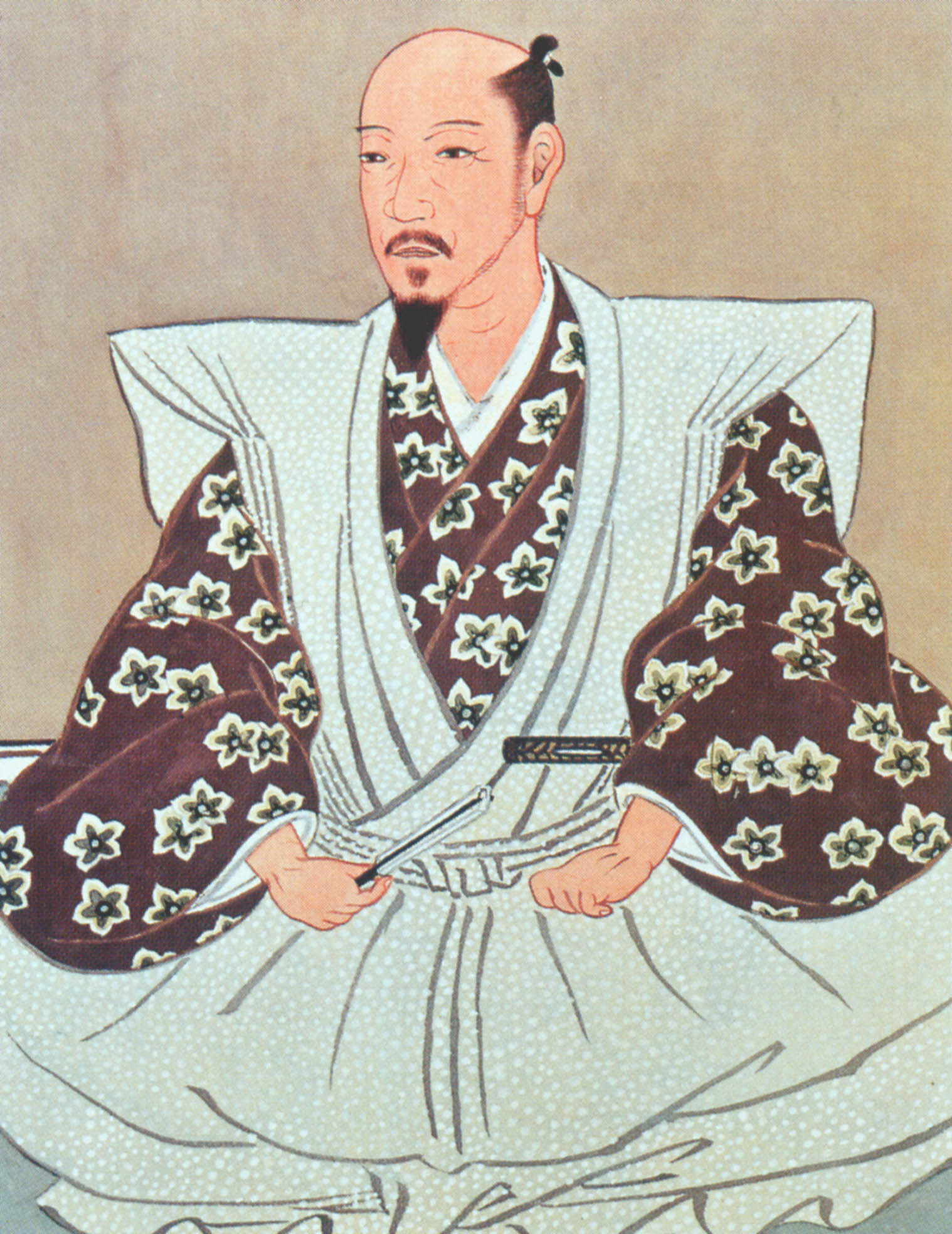
武将、加藤清正(1562-1611)誕生。

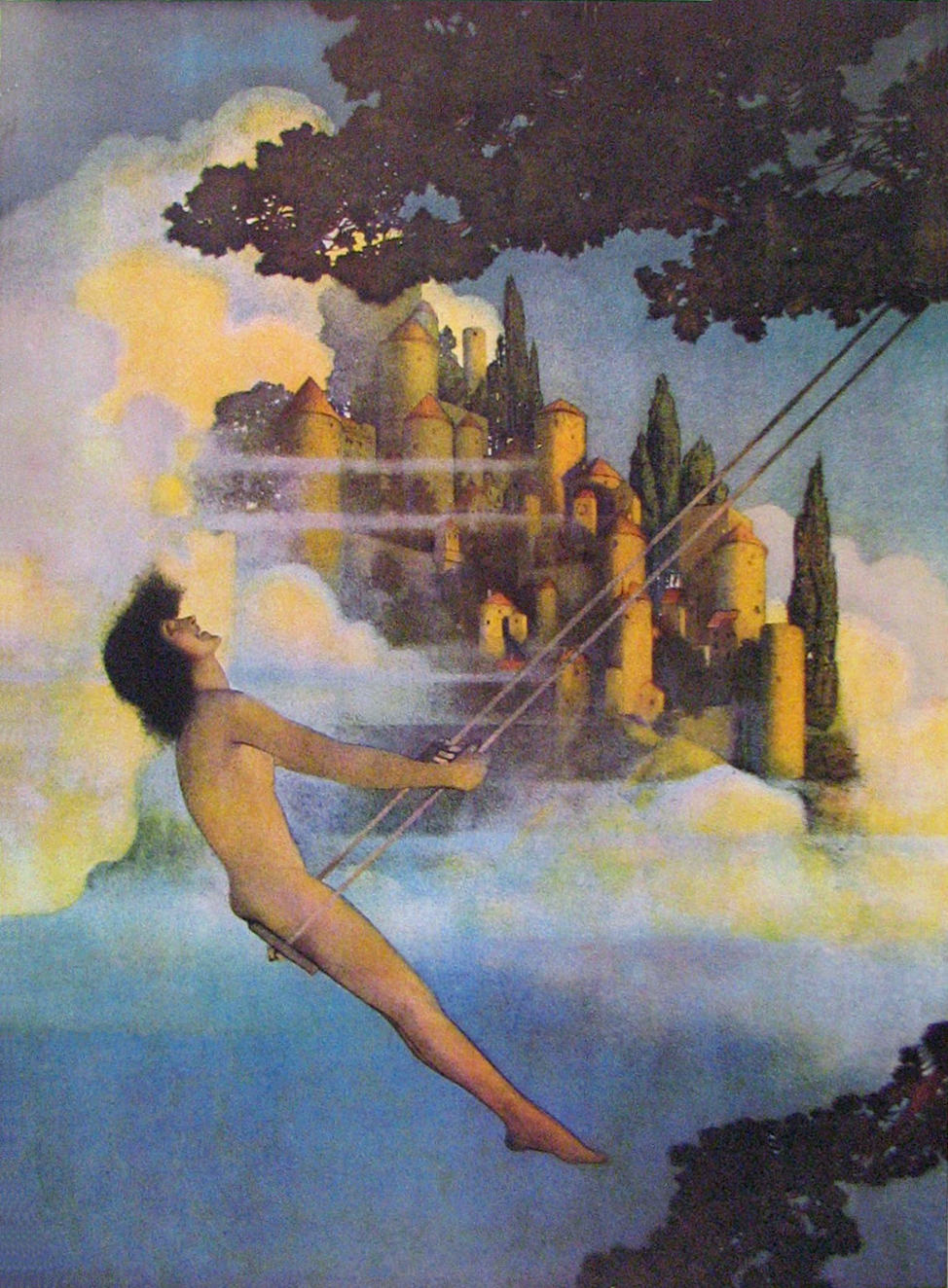
イラストレーター、マックスフィールド・パリッシュ(1870-1966)誕生。画像は『ディンキー・バード』(1904)

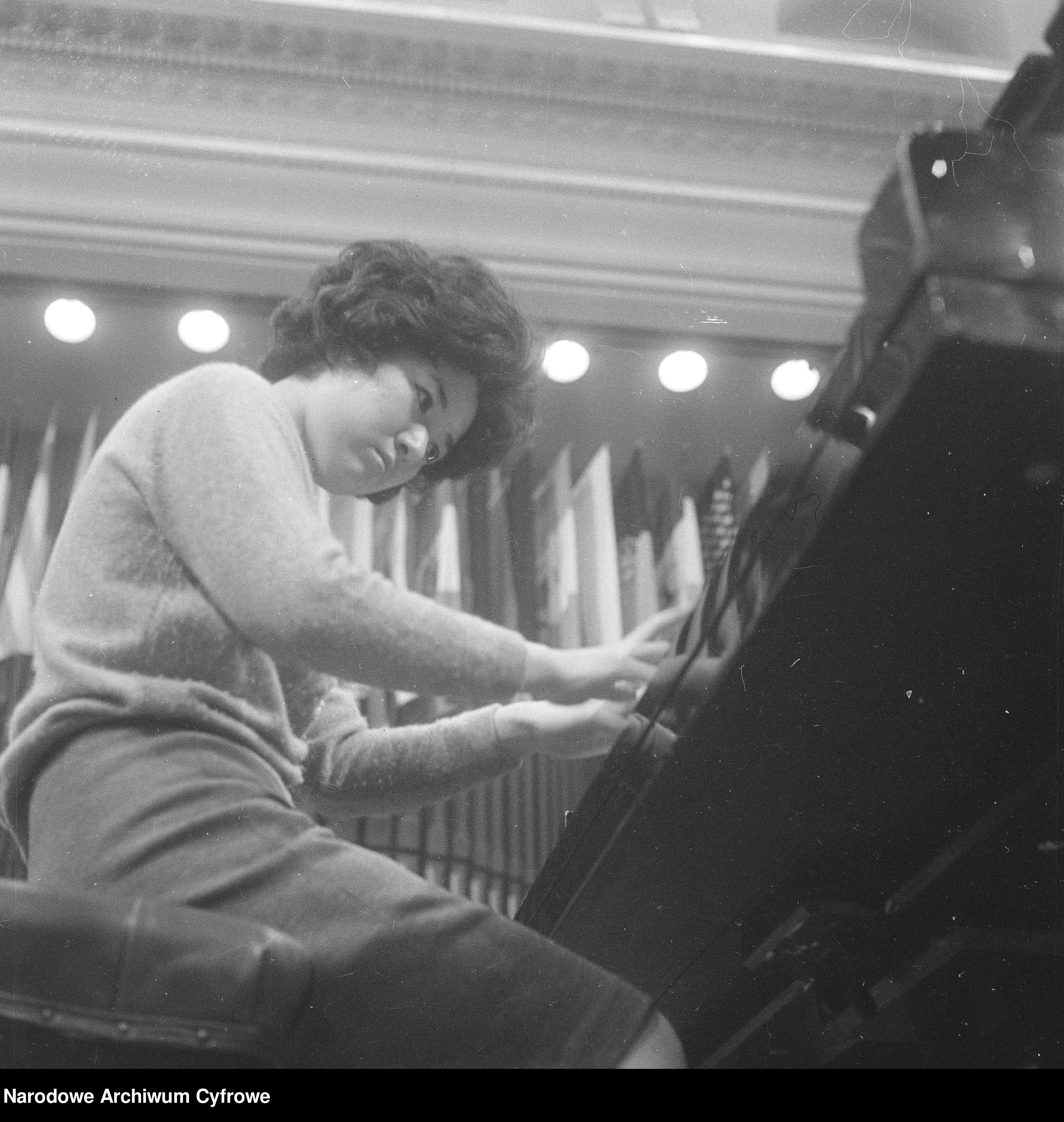
ピアニスト中村紘子(1944-2016)誕生。

- 1016年 - カジミェシュ1世、ポーランド公（+ 1058年）
- 1109年 - アフォンソ1世、ポルトガル王（+ 1185年）
- 1396年 - 王禑、高麗王（+ 1389年）
- 1421年 - ヘンリー・パーシー、ノーサンバランド伯（+ 1461年）
- 1507年 - チャーマ・ラージャ4世、マイソール王国君主（+1576年）
- 1547年（天文16年7月9日） - 芳春院、前田利家の正室（+ 1617年）
- 1560年（永禄3年7月3日） - 片桐貞隆、大和小泉藩初代藩主（+ 1627年）
- 1562年（永禄5年6月24日） - 加藤清正、武将（+ 1611年）
- 1562年（永禄5年6月24日） - 万里小路充房、公卿（+ 1626年）
- 1575年? - クリストフ・シャイナー、天文学者（+ 1650年）
- 1589年（天正17年6月13日） - 伊東祐慶、日向飫肥藩第2代藩主（+ 1636年）
- 1653年 - アゴスティーノ・ステッファーニ、作曲家（+ 1728年）
- 1734年（享保19年6月25日） - 上田秋成、戯作者（+ 1809年）
- 1747年 - ロジェ・デュコ、政治家（+ 1816年）
- 1750年 - ヘンリー・ノックス、アメリカ合衆国陸軍長官（+ 1806年）
- 1753年 - サンティアゴ・デ・リニエルス - 軍人（+ 1810年）
- 1760年（宝暦10年6月13日）- 醍醐輝久、公卿（+ 1801年）
- 1787年（天明7年6月11日） - 小関三英、蘭学者（+ 1839年）
- 1797年 - アウグステ・フォン・ヘッセン＝カッセル、イギリスの王族（+ 1889年）
- 1806年 - フェルディナント・バイエル、作曲家、ピアニスト（+ 1863年）
- 1821年（文政4年6月26日） - 鍋島直晴、肥前鹿島藩第11代藩主（+ 1839年）
- 1822年（文政5年6月8日） - 手塚律蔵、外交官（+ 1878年）
- 1829年（文政12年6月25日） - 津田真道、政治家（+ 1903年）
- 1844年 - トマス・エイキンズ、画家（+ 1916年）
- 1847年 - パウル・ランゲルハンス、医学者、生物学者（+ 1888年）
- 1848年 - アーサー・バルフォア、政治家、イギリス首相（+ 1930年）
- 1849年 - リチャード・ライデッカー、自然史学者（+ 1915年）
- 1853年 - デーヴィッド・ベラスコ、劇作家、演出家（+ 1931年）
- 1857年 - フランク・スプレイグ、発明家（+ 1934年）
- 1857年 - ナサニエル・カール・グッドウィン、俳優（+ 1919年）
- 1860年 - ルイーゼ・マルガレーテ・フォン・プロイセン、イギリスの王族（+ 1917年）
- 1863年（文久3年6月10日） - 有松英義、官僚（+ 1927年）
- 1864年（元治元年6月22日） - 田中義一、政治家、第26代内閣総理大臣（+ 1929年）
- 1870年 - マックスフィールド・パリッシュ、画家（+ 1966年）
- 1873年 - 姉崎正治、宗教学者（+ 1949年）
- 1874年 - 葛生能世、右翼活動家（+ 1958年）
- 1876年 - エリザベート・ド・バヴィエール、ベルギー王妃（+ 1965年）
- 1878年 - ウィリアム・C・デミル、映画監督（+ 1955年）
- 1883年 - 遊佐幸平、陸軍軍人（+ 1966年）
- 1883年 - アルフレード・カゼッラ、作曲家（+ 1947年）
- 1884年 - ルドビカ・ヤコブソン、フィギュアスケート選手（+ 1968年）
- 1886年 - リチャード・クドウ、生物学者（+ 1967年）
- 1889年 - 鈴木敬一、政治家（+ 1973年）
- 1893年 - 山本粂吉、政治家（+ 1974年）
- 1894年 - 太刀ノ海浪右エ門、力士（+ 1964年）
- 1894年 - ガヴリロ・プリンツィプ、フランツ・フェルディナント大公の暗殺者（+ 1918年）
- 1894年 - ウォルター・ブレナン、俳優（+ 1974年）
- 1898年 - 今松治郎、政治家（+ 1967年）
- 1896年 - 村松久義、弁護士（+ 1972年）
- 1896年 - ジョセフィン・テイ、推理作家（+ 1952年）
- 1898年 - 白石凡、評論家（+ 1984年）
- 1901年 - 寺園勝志、政治家（+ 1998年）
- 1902年 - エリック・ホッファー、哲学者（+ 1983年）
- 1903年 - 小磯良平、画家（+ 1988年）
- 1903年 - マイロ・ラウエル、軍人（+ 1977年）
- 1904年 - 松本かつぢ、画家（+ 1986年）
- 1904年 - トーレ・エドマン、スキージャンプ選手（+ 1995年）
- 1905年 - エリアス・カネッティ、作家（+ 1994年）
- 1905年 - 野中正造、男性世界最高齢（+2019年）
- 1907年 - 菅井一郎、俳優（+ 1973年）
- 1909年 - ジャナンドレア・ガヴァッツェーニ、指揮者（+ 1996年）
- 1910年 - 金容植、元サッカー選手（+ 1985年）
- 1911年 - 藤本四八、写真家（+ 2006年）
- 1912年 - 喜屋武眞榮、政治家（+ 1997年）
- 1914年 - 石丸藤吉、元プロ野球選手（+ 1991年）
- 1915年 - 山形勲、俳優（+ 1996年）
- 1915年 - 大原亨、政治家（+ 1990年）
- 1915年 - ジョセフ・P・ケネディ・ジュニア、アメリカ合衆国海軍パイロット（+ 1944年）
- 1915年 - ホイッパー・ビリー・ワトソン、プロレスラー（+ 1990年）
- 1919年 - 藤田陽子、子役（+ 没年不詳）
- 1920年 - 林忠四郎、宇宙物理学者（+ 2010年）
- 1920年 - 窪田啓作、フランス文学者（+ 2011年）
- 1920年 - ロザリンド・フランクリン、物理化学者（+ 1958年）
- 1921年 - 山崎喜陽、編集者、機芸出版社代表取締役（+ 2003年）
- 1921年 - アドルフ・ハーセス、トランペット奏者（+ 2013年）
- 1922年 - 鍵田忠三郎、政治家（+ 1994年）
- 1922年 - エンリケ・トーレス、レスラー（+ 2007年）
- 1924年 - インドラ・ラージャ・ラクシュミー・デビー、ネパール皇太子妃（+ 1951年）
- 1924年 - フランク・チャーチ、政治家（+ 1984年）
- 1925年 - 今久留主功、元プロ野球選手（+ 2005年）
- 1926年 - 粟屋敏信、政治家（+ 2016年）
- 1926年 - 和泉信一、実業家（+ 2016年）
- 1926年 - 高本研一、ドイツ文学者（+ 2010年）
- 1926年 - 田村明、地域政策プランナー（+ 2010年）
- 1926年 - ホワイティ・ロックマン、元野球選手（+ 2009年）
- 1928年 - 水野正夫、服飾デザイナー（+ 2014年）
- 1929年 - 森井忠良、政治家（+ 2011年）
- 1929年 - 高松雄一、英文学者（+ 2017年）
- 1930年 - 依田実、政治家（+ 2010年）
- 1930年 - 吉谷宗夫、政治家、足利市長（+ 2012年）
- 1930年 - 都家歌六、落語家、ミュージックソー演奏家（+ 2018年）
- 1930年 - 観世元正、能楽師（+ 1990年）
- 1930年 - モーリン・フォレスター、アルト歌手（+ 2010年）
- 1931年 - 富澤宏哉、野球審判員
- 1932年 - 杉本定介、元プロ野球選手（+ 没年不詳）
- 1933年 - ジョージ・ショー、アメリカンフットボール選手（+ 1998年）
- 1934年 - たてかべ和也、声優（+ 2015年）
- 1934年 - 宇能鴻一郎、小説家（+ 2024年
- 1935年 - 朝戸鉄也、声優（+ 2018年）
- 1936年 - 稲川誠、元プロ野球選手
- 1936年 - グレン・マーカット、建築家
- 1937年 - ポール・コリンズ、俳優
- 1939年 - ナンシー・ルディントン、フィギュアスケート選手
- 1940年 - 有富慶二、実業家、ヤマトホールディングス元会長
- 1940年 - 猪俣光世、女優
- 1940年 - 菅原紀元、元プロ野球選手
- 1940年 - 石井龍一、植物学者
- 1940年 - 西牧秀夫、アニメーション監督
- 1941年 - ネイト・サーモンド、バスケットボール選手（+ 2016年）
- 1941年 - ラウル・ルイス、映画監督（+ 2011年）
- 1941年 - ピーター・サシツキー、撮影監督
- 1943年 - レネ・バリエントス、ボクサー
- 1944年 - 中村紘子、ピアニスト（+ 2016年）
- 1944年 - バディ・ブラッドフォード、元プロ野球選手
- 1945年 - とみ新蔵、漫画家
- 1945年 - 森田必勝、右翼活動家（+ 1970年）
- 1946年 - 御影京子、女優
- 1946年 - リタ・マーリー、ミュージシャン
- 1948年 - ト字たかお、俳優
- 1948年 - トニー・タナカ、メイクアップアーティスト
- 1948年 - 小畑元、政治家、元大館市長
- 1949年 - 中川五郎、フォークシンガー
- 1949年 - 小川正持、裁判官
- 1950年 - 小野徹、政治家
- 1950年 - 福冨博、アニメーション監督
- 1950年 - 安田均、小説家
- 1950年 - 山田敏彦、元プロ野球選手
- 1951年 - 坂村健、TRONプロジェクト提唱者、東京大学教授
- 1951年 - 鈴木葉留彦、元プロ野球選手
- 1951年 - 桑子敏雄、哲学者
- 1951年 - ヴァーダイン・ホワイト、ミュージシャン（アース・ウインド・アンド・ファイアー）
- 1952年 - 青山繁晴、作家、実務家、独立総合研究所社長
- 1952年 - 石田長生、ミュージシャン（+ 2015年）
- 1952年 - エドゥアルド・ソウト・デ・モウラ、建築家
- 1953年 - 鶴崎茂樹、元プロ野球選手
- 1954年 - リン・フレデリック、女優（+ 1994年）
- 1954年 - ユルゲン・トリッティン、政治家
- 1954年 - ウォルター・ペイトン、アメリカンフットボール選手（+ 1999年）
- 1955年 - 西久保愼一、実業家、スカイマーク元社長
- 1955年 - 西山仁紫、テレビプロデューサー
- 1955年 - イマン・アブドゥルマジド、ファッションモデル
- 1956年 - 岡本広美、女優
- 1956年 - 福崎和広、俳優
- 1957年 - 中島克介、元プロ野球選手
- 1957年 - 渡辺尚志、歴史学者
- 1958年 - 黒田真二、元プロ野球選手（+ 2020年）
- 1958年 - 田中智子、元フィギュアスケート選手
- 1959年 - 久保雅一、プロデューサー、編集者
- 1959年 - 松谷祐子、元歌手、声優
- 1959年 - 沢幡誠士、元プロ野球選手
- 1960年 - KONTA、俳優、声優、ミュージシャン
- 1961年 - ジャガー横田、プロレスラー
- 1961年 - 片山圭司、歌手（元BLUEW、spAed）
- 1961年 - 須川展也、サクソフォーン奏者
- 1961年 - 貴志俊治、元サッカー選手
- 1961年 - 山本昭良、元野球選手
- 1961年 - 永堀美穂、声優
- 1962年 - 田中秀幸、アートディレクター
- 1962年 - ダグ・ドレイベック、元野球選手
- 1962年 - イクマあきら、シンガーソングライター、音楽プロデューサー
- 1963年 - 宇垣秀成、声優
- 1963年 - 渡辺弘、元野球選手
- 1963年 - 村田陽一、トロンボーン奏者
- 1963年 - 今井和久、テレビ演出家
- 1964年 - 高島礼子、女優
- 1964年 - 植田辰哉、元バレーボール選手
- 1965年 - トーリ・ロブロ、元野球選手
- 1965年 - イリーナ・ダグラス、女優
- 1966年 - 高木渉[4]、声優
- 1966年 - サード長嶋、お笑い芸人
- 1966年 - 原田明広、元野球選手
- 1967年 - 若井伸之、レーサー（+ 1993年）
- 1967年 - 五代目桂文三、落語家
- 1967年 - 野口敦史、元アナウンサー
- 1967年 - 佐藤康弘、元野球選手
- 1967年 - 藤井進、元野球選手（+ 2017年）
- 1967年 - リカルド・ロペス、プロボクサー
- 1967年 - マット・ルブランク、俳優
- 1968年 - 我妻佳代、アイドル（元おニャン子クラブ）
- 1968年 - 平野功二、写真家、映画監督、彫刻家
- 1968年 - 眞鍋勝已、元プロ野球選手、野球審判員
- 1968年 - 佐藤英児、実業家
- 1969年 - 落合英二、元プロ野球選手
- 1969年 - 棚田伸、元サッカー選手
- 1969年 - 村仲皆美、タレント
- 1969年 - 伊藤真、元プロ野球選手
- 1969年 - D・B・ウッドサイド、俳優
- 1971年 - 井上一樹、元プロ野球選手、監督
- 1971年 - 椎木匠、元プロ野球選手
- 1971年 - 佐藤仁徳、元プロボクサー
- 1971年 - ビリー・ワグナー、元プロ野球選手
- 1971年 - 朴建夏、元サッカー選手
- 1972年 - 岡野雅行、元サッカー選手
- 1973年 - 土肥洋一、元サッカー選手
- 1973年 - 松戸直樹、レーサー
- 1973年 - 栗原みぃか、女優
- 1973年 - ギレルモ・モタ、元プロ野球選手
- 1973年 - ケヴィン・フィリップス、元サッカー選手
- 1973年 - ジョゼ・マルセロ・フェレイラ、元サッカー選手
- 1973年 - ケニー・ロバーツ・ジュニア、自転車競技選手
- 1973年 - ドミトリー・ドミトレンコ、フィギュアスケート選手
- 1974年 - 鈴木健想、プロレスラー
- 1974年 - 福田貴子、ジャーナリスト
- 1975年 - 寺尾悟、元ショートトラック選手
- 1975年 - 小野寺晃彦、政治家、元青森市長
- 1975年 - 今野智博、政治家
- 1975年 - 廣長優志、元サッカー選手
- 1975年 - 谷田歩、俳優
- 1975年 - 入日茜、シンガーソングライター
- 1975年 - ジャン＝クロード・ダルシュビーユ、元サッカー選手
- 1975年 - エル・ソロ、レスラー
- 1976年 - 西岡利晃、元プロボクサー
- 1976年 - 野村佳奈子、アナウンサー
- 1976年 - 田中かほり、声優
- 1976年 - ハビアー・バスケス、元プロ野球選手
- 1977年 - 西尾由佳理、アナウンサー
- 1977年 - 鈴木飛雄、元俳優
- 1977年 - 坂東工、俳優
- 1977年 - イブラヒム・タンコ、元サッカー選手
- 1977年 - ケニー・トーマス、元バスケットボール選手
- 1977年 - カロリナ・アルブケルケ、バレーボール選手
- 1977年 - ルスラン・ピドホルニー、自転車競技選手
- 1978年 - 山崎哲也、元サッカー選手
- 1978年 - おいでやす小田、お笑い芸人
- 1978年 - 吉野真治、アナウンサー
- 1978年 - 百田留衣、ミュージシャン
- 1978年 - 久保田和樹、プロボクサー
- 1978年 - 今村理恵、女優
- 1978年 - ジャン・ティエカン、総合格闘家
- 1979年 - 市岡寿実、陸上競技選手
- 1979年 - 井上昌己、競輪選手
- 1979年 - 大瀧明日香、競艇選手
- 1979年 - 小野澤香理、元ハンドボール選手
- 1979年 - 安部裕之、元サッカー選手
- 1979年 - 歌川暁文、キックボクサー
- 1979年 - 谷口雅人、放送作家
- 1980年 - 寺本四郎、元プロ野球選手
- 1980年 - 杉山新、元サッカー選手
- 1980年 - 津坂早紀、女優
- 1980年 - ローラ・ハンディー、フィギュアスケート選手
- 1980年 - サンティアゴ・カシーヤ、野球選手
- 1980年 - 車ドゥリ、元サッカー選手
- 1980年 - 折戸マリ、声優
- 1981年 - 駒野友一、元サッカー選手
- 1981年 - トーマス・ハロン、キックボクサー
- 1981年 - ユホ・ハンニネン、ラリードライバー
- 1982年 - 新井智、元プロ野球選手
- 1982年 - 清水敬亮、アナウンサー
- 1982年 - ブルート一生、元プロレスラー
- 1982年 - 貞方希久子、アニメーター、キャラクターデザイナー
- 1982年 - サレハ・ユーセフ、元バレーボール選手
- 1983年 - 北川智規、元ラグビー選手
- 1983年 - オルガ・ジトワ、バレーボール選手
- 1983年 - 芝大輔、お笑い芸人（モグライダー）
- 1984年 - 成迫健児、陸上選手
- 1984年 - 保志光信一、元大相撲力士
- 1984年 - 岩下雅大、シュートボクサー
- 1984年 - 倉田まりや、声優
- 1984年 - タイシール・アル＝ジャーシム、サッカー選手
- 1985年 - 森洋介、サッカー選手
- 1985年 - 吉岡佑、俳優
- 1985年 - 築山可奈、タレント
- 1985年 - アレックス・プレスリー、プロ野球選手
- 1985年 - ウーゴ・ロダジェガ、サッカー選手
- 1985年 - パク・チョルウ、バレーボール選手
- 1985年 - シャンテル・ヴァンサンテン、俳優
- 1985年 - ジェームズ・ラファティ、俳優
- 1986年 - 木村絵梨、サッカー選手
- 1986年 - 志真健太郎、映画監督
- 1986年 - 渕上彩夏、タレント
- 1986年 - ジヴァニウド・ヴィエイラ・ジ・ソウザ、サッカー選手
- 1987年 - alan、歌手
- 1987年 - 風間由次郎、俳優
- 1987年 - 柏木美優、声優
- 1987年 - 沼田久美子、タレント
- 1987年 - フェルナンド・フランシスコ・レゲス、サッカー選手
- 1987年 - アレックス・ソガード、プロ野球選手
- 1987年 - リッキー・スティムボート・ジュニア、プロレスラー
- 1988年 - 西洋亮、俳優
- 1988年 - 松下唯、元タレント、元声優（元SKE48）
- 1988年 - 林佳祐、元サッカー選手
- 1988年 - 藤沢麻弥、女優
- 1988年 - ヘザー・マークス、ファッションモデル
- 1988年 - ウーゴ・ヴィエイラ、サッカー選手
- 1988年 - ジョゼ・パウロ・ベセーラ・マシエル・ジュニオール、サッカー選手
- 1988年 - イヴァン・オブラドヴィッチ、サッカー選手
- 1988年 - ドリアン・デルヴィト、サッカー選手
- 1988年 - ジョン・ピアース、テニス選手
- 1988年 - ホセ・マルティネス、プロ野球選手
- 1988年 - 朱大衛、元プロ野球選手
- 1988年 - ステイシー・ケンプ、フィギュアスケート選手
- 1988年 - ヨニー・エルナンデス、オートバイレーサー
- 1988年 - 渡辺太、プロ雀士
- 1989年 - 藤村大介、元プロ野球選手
- 1989年 - 中矢力、柔道選手
- 1989年 - 鈴木孝司、サッカー選手
- 1989年 - 斎藤夏美、モデル
- 1989年 - フリエタ・ラスカノ、サッカー選手
- 1990年 - 宮田一馬、ラグビー選手
- 1990年 - いうちりな、タレント（元つぼみ）
- 1990年 - ロマン・メンデス、プロ野球選手
- 1990年 - サイモン・ガブリエル・ダ・シルバ、サッカー選手
- 1990年 - カルロス・カルボネロ、サッカー選手
- 1990年 - ムバラク・ワカソ、サッカー選手
- 1990年 - ラウル・ルイディアス、サッカー選手
- 1990年 - マービン・ソンソナ、ボクサー
- 1990年 - ナセル・ブアニ、自転車競技選手
- 1991年 - 伊東昂大、元プロ野球選手
- 1991年 - 長岡望悠、バレーボール選手
- 1991年 - 坂口佳澄、モデル
- 1991年 - 本田匠、元陸上選手
- 1992年 - 仲俣汐里、元アイドル（元AKB48）
- 1992年 - 植草歩、空手選手
- 1992年 - 大慈弥レイ、アナウンサー
- 1992年 - モハマド・アメル・サイディン、サッカー選手
- 1992年 - 宋容慧、棋士
- 1992年 - 新藤まなみ、グラビアアイドル
- 1993年 - ハリウリサ、お笑い芸人
- 1993年 - 酒井ももか、AV女優
- 1993年 - ズルフィヤ・チンシャンロ、重量挙げ選手
- 1994年 - 麻木玲那、女優
- 1994年 - 楠美圭史、サッカー選手
- 1994年 - 髙橋慎之介、元プロ野球選手
- 1994年 - 山内彩加、アナウンサー
- 1995年 - 笠原拓巳、タレント（元てれび戦士）
- 1996年 - 近藤誠也、棋士
- 1996年 - 前島花音、アナウンサー
- 1996年 - 千田京平、俳優
- 1997年 - 大野雄一郎、元アナウンサー
- 2000年 - プレストン・ベイリー、俳優
- 2000年 - メイソン・クック、俳優
- 2000年 - ジャン・ハオ（章昊）、アイドル（ZEROBASEONE）
- 2000年 - 石原希望、AV女優
- 2001年 - 木下元秀、プロ野球選手
- 2001年 - 坂井仁香、女優、モデル、アイドル（超ときめき♡宣伝部）
- 2002年 - 道枝駿佑、アイドル（なにわ男子）
- 2003年 - 庵原涼香、女優
- 2004年 - 笹原尚季、俳優
- 2004年 - 小田倉麗奈、アイドル（櫻坂46）
- 2006年 - 渡邉このみ、女優
- 2006年 - 平山遊季、アイドル（アンジュルム）
- 2011年 - 堀越麗禾、女優
- 生年不詳 - 阿南まゆき、漫画家
- 生年不詳 - 伊東歌詞太郎、シンガーソングライター
- 生年不詳 - eco*、漫画家
- 生年不詳 - 川口宰曜子、声優
- 生年不詳 - 三条恵美、アナウンサー
- 生年不詳 - 西條和、声優、アイドル（22/7）
- 生年不詳 - 鈴木玖、漫画家
- 生年不詳 - 高尾まみ、女優
- 生年不詳 - 永堀美穂、声優
- 生年不詳 - 村竹あおい[5]、声優

## 忌日

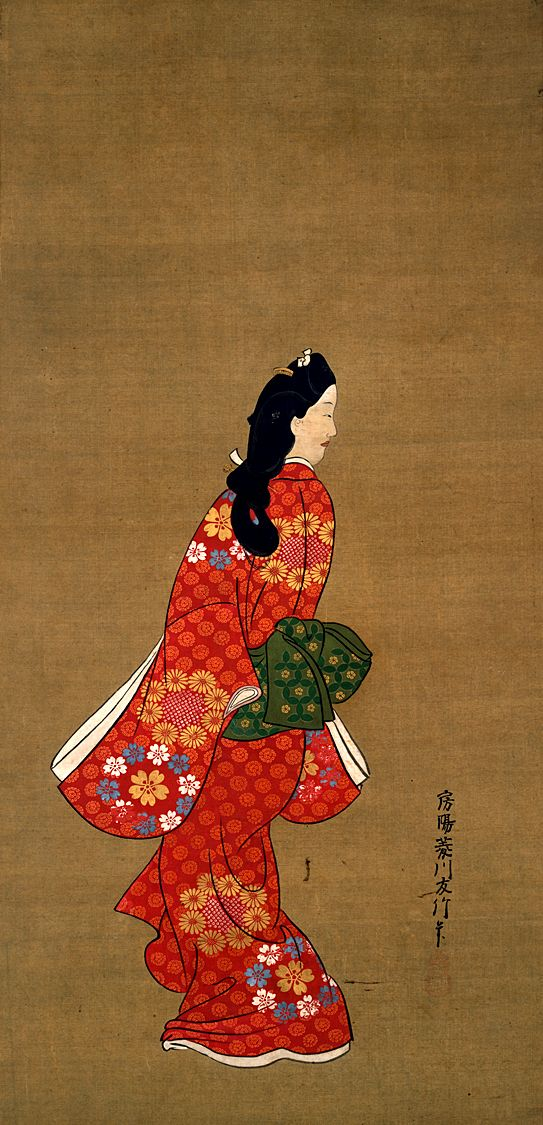
「浮世絵の祖」、画家菱川師宣(1618-1694)没。画像は『見返り美人図』

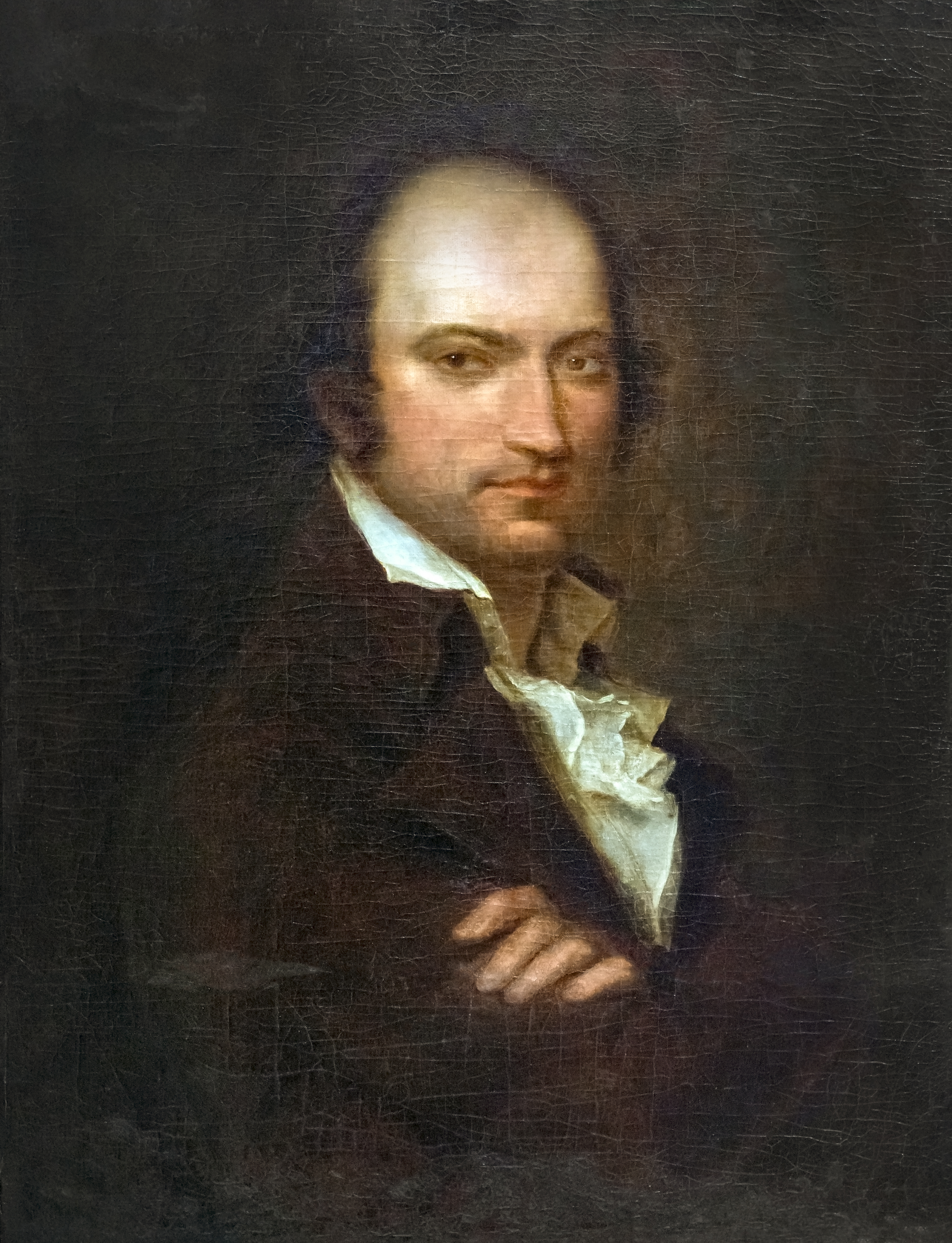
詩人アンドレ・シェニエ(1762-1794)、恐怖政治終結の3日前にギロチンで処刑。

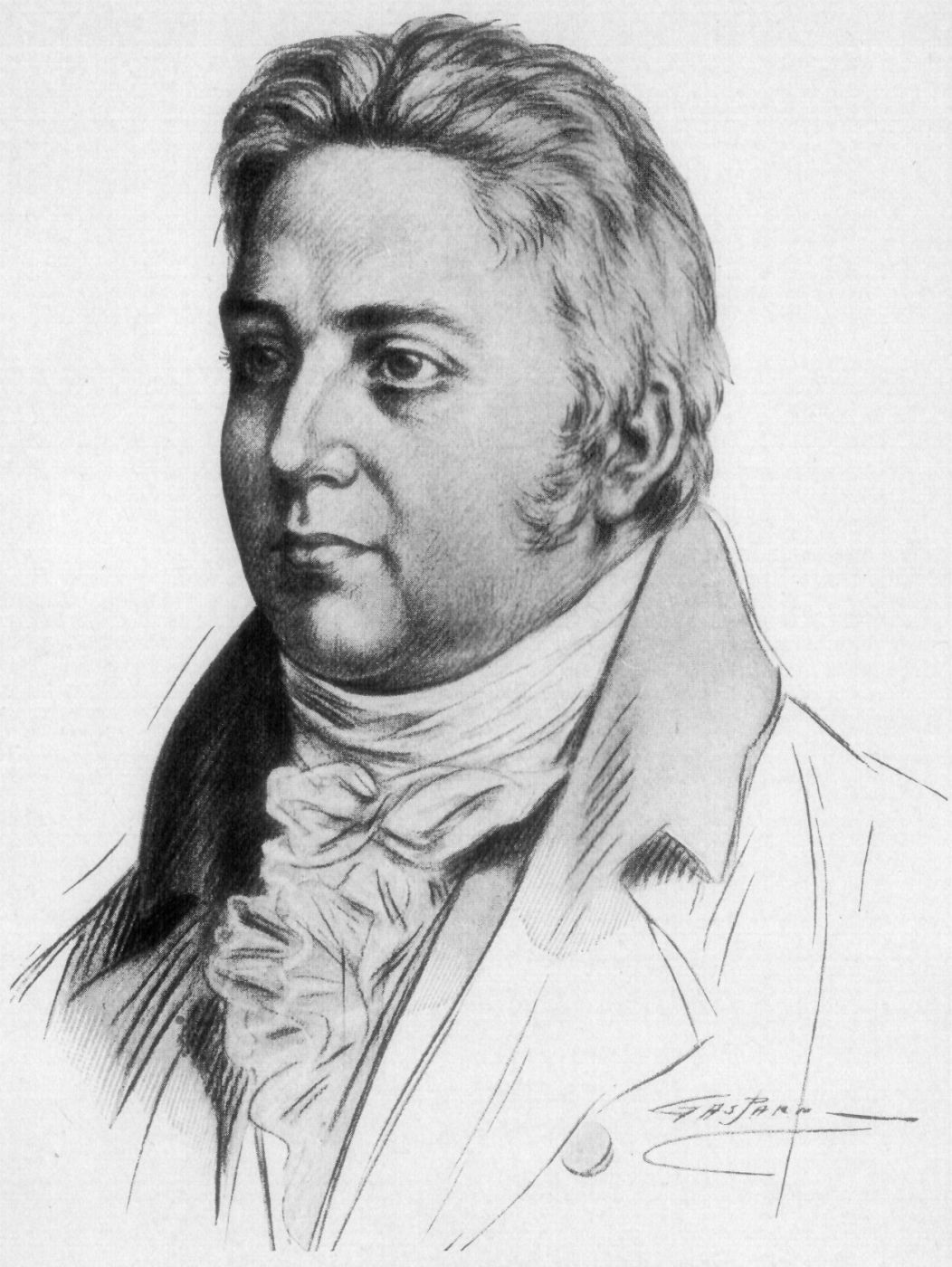
詩人サミュエル・テイラー・コールリッジ(1772-1834)没。

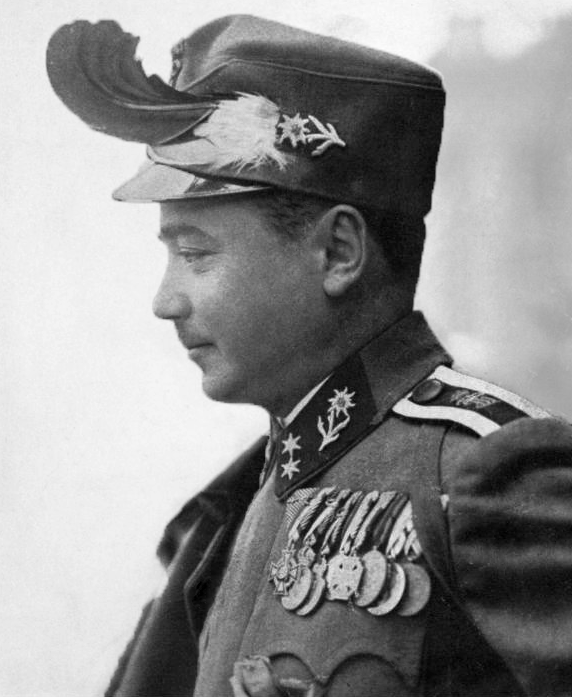
オーストリアの独裁者エンゲルバート・ドルフス(1892-1934)暗殺。

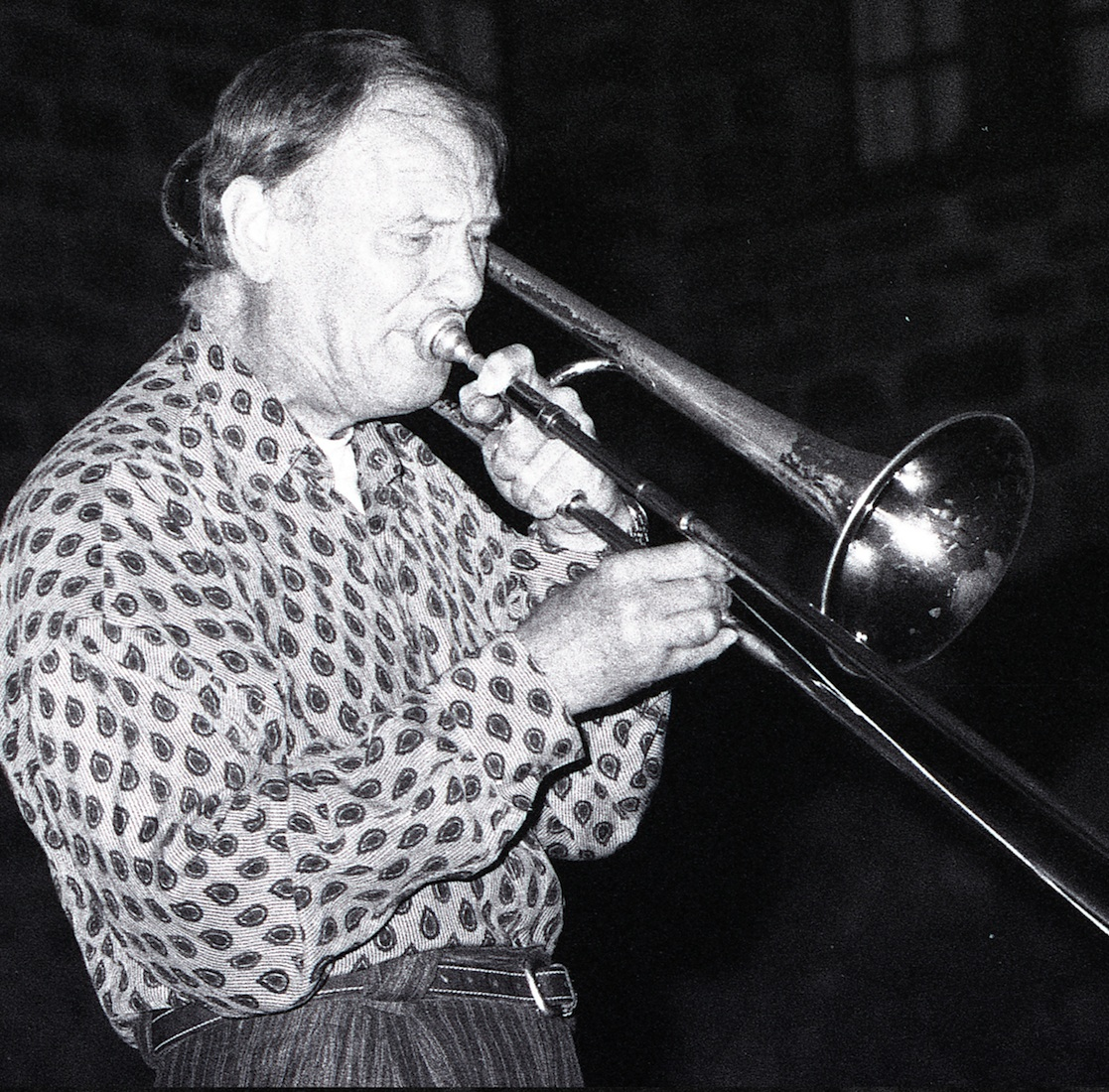
ジャズトロンボーン奏者、アルベルト・マンゲルスドルフ(1928-2005)没。

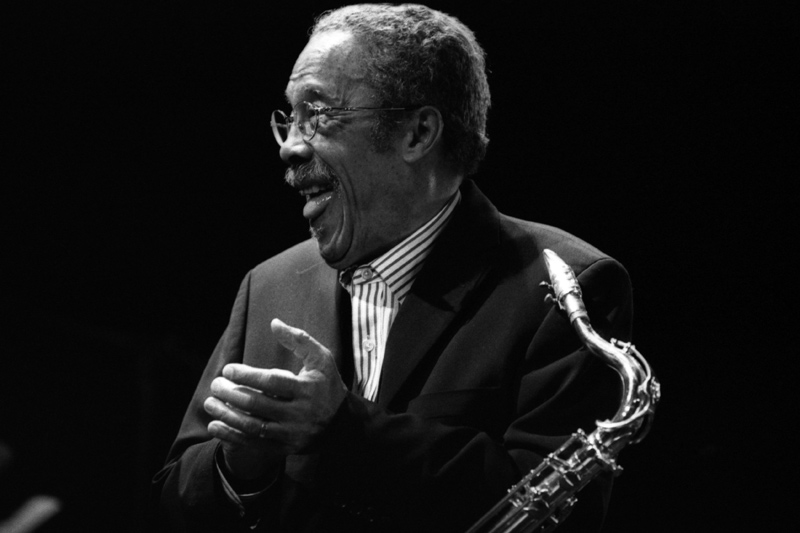
ジャズサックス奏者、ジョニー・グリフィン(1928-2008)没。

- 306年 - コンスタンティウス・クロルス、西ローマ帝国皇帝、コンスタンティヌス朝の創始者（* 250年）
- 737年（天平9年6月23日） - 多治比縣守、奈良時代の公卿（* 668年）
- 1409年 - マルティーノ1世、シチリア王（* 1374年頃）
- 1471年 - トマス・ア・ケンピス、キリスト教司祭、神秘思想家（* 1380年）
- 1492年 - インノケンティウス8世、第213代ローマ教皇（* 1432年）
- 1510年（永正7年6月20日） - 上杉顕定、関東管領（* 1454年）
- 1694年（元禄7年6月4日） - 菱川師宣、浮世絵師（* 1618年?）
- 1710年 - ゴットフリート・キルヒ、天文学者（* 1639年）
- 1736年 - ジャン＝バティスト・パテル、フランスの画家（* 1695年）
- 1738年（元文3年6月9日） - 瑞春院、徳川綱吉の側室（* 1658年）
- 1755年 - ヨハネス・ブロワリウス（英語版）、ルーテル派神学者、物理学者、植物学者（* 1707年）
- 1787年 - アーサー・デヴィス（英語版）、画家（* 1712年）
- 1780年（安永9年6月24日） - 松宮観山、儒学者（* 1686年）
- 1790年 - ウィリアム・リビングストン、ニュージャージー州知事（* 1723年）
- 1790年 - ヨハン・ベルンハルト・バゼドウ、教育者（* 1724年）
- 1794年 - アンドレ・シェニエ、詩人（* 1762年）
- 1826年 - コンドラチイ・ルイレーエフ、詩人、デカブリストの乱参加者（* 1795年）
- 1831年 - マリア・シマノフスカ、ピアニスト、作曲家（* 1789年）
- 1834年 - サミュエル・テイラー・コールリッジ、詩人（* 1772年）
- 1842年 - ドミニク・ジャン・ラレー（英語版）、ナポレオン戦争時の軍医、外科医、トリアージを提唱（* 1766年）
- 1843年 - チャールズ・マッキントッシュ、化学者、防水布の発明者（* 1766年）
- 1863年（文久3年6月10日） - 緒方洪庵、医師、蘭学者、適塾創設者（* 1810年）
- 1890年 - 松平茂昭、第17代福井藩主（* 1836年）
- 1921年 - 佐藤進、医師、日本陸軍軍医、元順天堂医院院長、陸軍軍医総監（* 1845年）
- 1928年 - ジェーン・サザーランド、風景画家（* 1853年）
- 1929年 - 牧野省三、映画監督（* 1878年）
- 1934年 - フランソワ・コティ、実業家（* 1874年）
- 1934年 - ネストル・マフノ、アナキズム活動家（* 1888年）
- 1934年 - エンゲルベルト・ドルフース、オーストリア首相（* 1892年）
- 1938年 - フランツ1世、リヒテンシュタイン公（* 1853年）
- 1938年 - 濱田耕作、考古学者、元京都帝国大学総長・同大学名誉教授（* 1881年）
- 1944年 - ヤーコプ・フォン・ユクスキュル、生物学者（* 1864年）
- 1944年 - 村松幸雄、プロ野球選手（* 1920年）
- 1947年 - キャスリーン・スコット（英語版）、彫刻家（* 1878年）
- 1955年 - イルマリ・ハンニカイネン、作曲家、ピアニスト（* 1892年）
- 1958年 - ハリー・ワーナー、実業家（* 1881年）
- 1969年 - オットー・ディクス、画家（* 1891年）
- 1969年 - ダグラス・ムーア、作曲家（* 1893年）
- 1974年 - 花菱アチャコ、漫才師（* 1897年）
- 1976年 - ジョン・クラーク・スレイター、物理学者（* 1900年）
- 1976年 - ヘンリー・ノウルズ・ビーチャー（英語版）、麻酔医（* 1904年）
- 1976年 - 水川八重子、女優（* 1918年）
- 1977年 - 秋元不死男、俳人（* 1901年）
- 1977年 - 迫水久常、郵政大臣（* 1902年）
- 1978年 - 古賀政男、作曲家（* 1904年）
- 1979年 - アレグザンダー・ケイ、児童文学作家（* 1904年）
- 1980年 - 時雨音羽、作詞家（* 1899年）
- 1980年 - ヴラジーミル・ヴィソツキー、詩人、俳優、シンガーソングライター（* 1938年）
- 1983年 - ジェローム・モロス、作曲家、指揮者（* 1913年）
- 1984年 - 平田昭彦、俳優（* 1927年）
- 1986年 - テッド・ライオンズ、元プロ野球選手（* 1900年）
- 1986年 - ヴィンセント・ミネリ、映画監督（* 1903年）
- 1986年 - 星野愷、電気化学者、東京工業大学名誉教授（* 1909年）
- 1986年 - 天草四郎、俳優（* 1917年）
- 1987年 - チャールズ・スターク・ドレイパー、科学者、工学者（* 1901年）
- 1988年 - 箱崎晋一朗、歌手（* 1945年）
- 1988年 - ジュディス・バーシ、子役（* 1978年）
- 1989年 - 小山いと子、作家（* 1901年）
- 1989年 - 高橋實[6]、医師（* 1912年）
- 1992年 - クルト・リュートゲン、児童文学作家（* 1911年）
- 1993年 - ヴィンセント・シェーファー（英語版）、化学者、気象学者（* 1906年）
- 1995年 - オスヴァルド・プグリエーセ、ピアニスト（* 1905年）
- 1995年 - 公文公、数学研究者、公文式考案者（* 1914年）
- 1997年 - ベン・ホーガン、プロゴルファー（* 1912年）
- 2000年 - 大後美保、農学者、気象学者（* 1910年）
- 2001年 - プーラン・デーヴィー、政治家、元盗賊（* 1963年）
- 2001年 - 淺川誠二、プロボクサー（* 1967年）
- 2002年 - 西山孝、政治家、元愛知県豊田市長（* 1924年）
- 2003年 - 味村治、内閣法制局長官（* 1924年）
- 2003年 - ジョン・シュレシンジャー、映画監督（* 1926年）
- 2003年 - 宮田淳一、漫画家（* 1956年）
- 2004年 - 下條正巳、俳優（* 1915年）
- 2005年 - 道仏訓、元プロ野球選手（* 1921年）
- 2005年 - アルベルト・マンゲルスドルフ、ジャズトロンボーン奏者（* 1928年）
- 2006年 - 矢口洪一、最高裁判所長官（* 1920年）
- 2006年 - アルド・ノタリ、元野球選手、国際野球連盟会長（* 1932年）
- 2008年 - トレーシー・ホール（英語版）、物理化学者（* 1919年）
- 2008年 - 星川清司、脚本家、小説家（* 1921年）
- 2008年 - ジョニー・グリフィン、ジャズサクソフォーン奏者（* 1928年）
- 2008年 - ハイラム・ブロック、ギタリスト（* 1955年）
- 2008年 - ランディ・パウシュ、計算機科学者、教育者（* 1960年）
- 2009年 - ハリー・パッチ、英国陸軍兵士、元英国在郷軍人会会長（* 1898年）
- 2009年 - ヤスミン・アハマド、映画監督（* 1958年）
- 2009年 - バーノン・フォレスト、プロボクサー、元WBC世界スーパーウェルター級王者（* 1971年）
- 2010年 - 保高みさ子、小説家（* 1914年）
- 2011年 - マイケル・カコヤニス、映画監督、映画プロデューサー、脚本家（* 1922年）
- 2011年 - デイヴィッド・グッドマン、日本文学、演劇研究者（* 1946年）
- 2011年 - 森祐喜、政治家（* 1964年）
- 2012年 - 内田全一、政治家、精神科医、元埼玉県秩父市長（* 1930年）
- 2012年 - 清川新吾、俳優（* 1938年）
- 2012年 - ズザンネ・ロータ、女優（* 1960年）
- 2013年 - 島田廣、バレエダンサー、振付家、バレエ指導者、元日本バレエ協会会長、初代新国立劇場舞踊部門芸術監督（* 1919年）
- 2013年 - ウォルター・デ・マリア、彫刻家、音楽家（* 1935年）
- 2013年 - ベルナデット・ラフォン、女優（* 1938年）
- 2013年 - 松岡博、法学者、元大阪大学副学長・同大学名誉教授、元帝塚山大学学長（* 1939年）
- 2013年 - 瀬戸和則、元プロ野球選手（* 1950年）
- 2014年 - 大久保房男、編集者、小説家（* 1921年）
- 2014年 - カルロ・ベルゴンツィ、テノール歌手（* 1924年）
- 2016年 - 三平晴樹、元プロ野球選手（* 1938年）
- 2017年 - 小林秀雄、作曲家（* 1931年）
- 2017年 - 関口末夫、経済学者、成蹊大学名誉教授（* 1936年）
- 2017年 - 大橋栄[7]、実業家、共同ピーアール創業者（* 1937年）
- 2017年 - 椛島義夫、アニメーター、夢弦館主宰（* 1944年）
- 2017年 - 神田紅葉、講談師（* 1950年）
- 2017年 - 木村太郎、政治家 (* 1965年)
- 2018年 - ギィ・ファロ、チェリスト（* 1927年）
- 2018年 - 早川和男、建築学者、神戸大学名誉教授（* 1931年）
- 2018年 - パトリック・ウィリアムズ、作曲家、編曲家、指揮者（* 1939年）
- 2018年 - セルジオ・マルキオンネ、実業家、フィアット・クライスラー・オートモービルズ及びフェラーリCEO（* 1952年）
- 2019年 - 小笠原美都子、歌手（* 1920年）
- 2019年 - 平野朝雄、医師、神経病理学者、脳神経内科医（* 1926年）
- 2019年 - ベジ・カイドセブシ、政治家、元チュニジア大統領・首相（* 1926年）
- 2019年 - ゲオルク・ホーエンベルク、貴族、外交官、第3代ホーエンブルク公爵家（英語版）当主（* 1929年）
- 2019年 - アンナー・ビルスマ、チェリスト（* 1934年）
- 2019年 - ヨルマ・キンヌネン、陸上競技選手、1968年メキシコシティーオリンピックやり投げ銀メダリスト（* 1941年）
- 2020年 - ジョン・サクソン、俳優（* 1936年）
- 2020年 - ピーター・グリーン、ギタリスト (* 1946年)
- 2021年 - 伊藤京子、ソプラノ歌手、音楽教育者、国立音楽大学名誉教授（* 1927年）
- 2021年 - 大栗丹後、小説家、作詞家（* 1928年）
- 2022年 - イリナ・イオネスコ、写真家（* 1930年）
- 2022年 - 和田繁明、実業家、ミレニアムリテイリング元会長（* 1934年）
- 2022年 - 小川隆吉、アイヌ民族運動家、アイヌ民族共有財産裁判原告団長（* 1935年）
- 2022年 - ポール・ソルヴィノ、俳優（* 1939年）
- 2022年 - デヴィッド・トリンブル、政治家、初代北アイルランド自治政府首相、元アルスター統一党党首、イギリス貴族院一代貴族（* 1944年）
- 2022年 - 赤松愛、オルガン奏者（オックス）（* 1951年）
- 2022年 - 島田陽子、女優（* 1953年）
- 2023年 - ボー・ゴールドマン、脚本家（* 1932年）
- 2024年 - 川橋幸子、労働官僚、政治家（* 1938年）
- 2024年 - 町田健彦、政治家、元東京都荒川区長（* 1942年）
- 2024年 - 安田浩、画像通信・処理技術研究者、元NTT理事、東京大学名誉教授、元東京電機大学学長（* 1944年）
- 2025年 - 岩崎俊一、電気工学者、電子工学者、ハードディスク研究者、東北工業大学名誉理事長、理事長、学長、東北大学特別栄誉教授、東北大学電気通信研究所所長（* 1926年）

## 記念日・年中行事

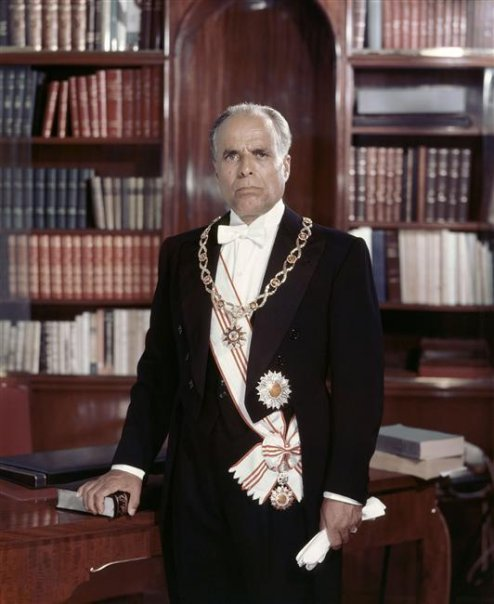
チュニジアの初代大統領ハビーブ・ブルギーバ。1957年の共和国宣言と同時に大統領に就任。

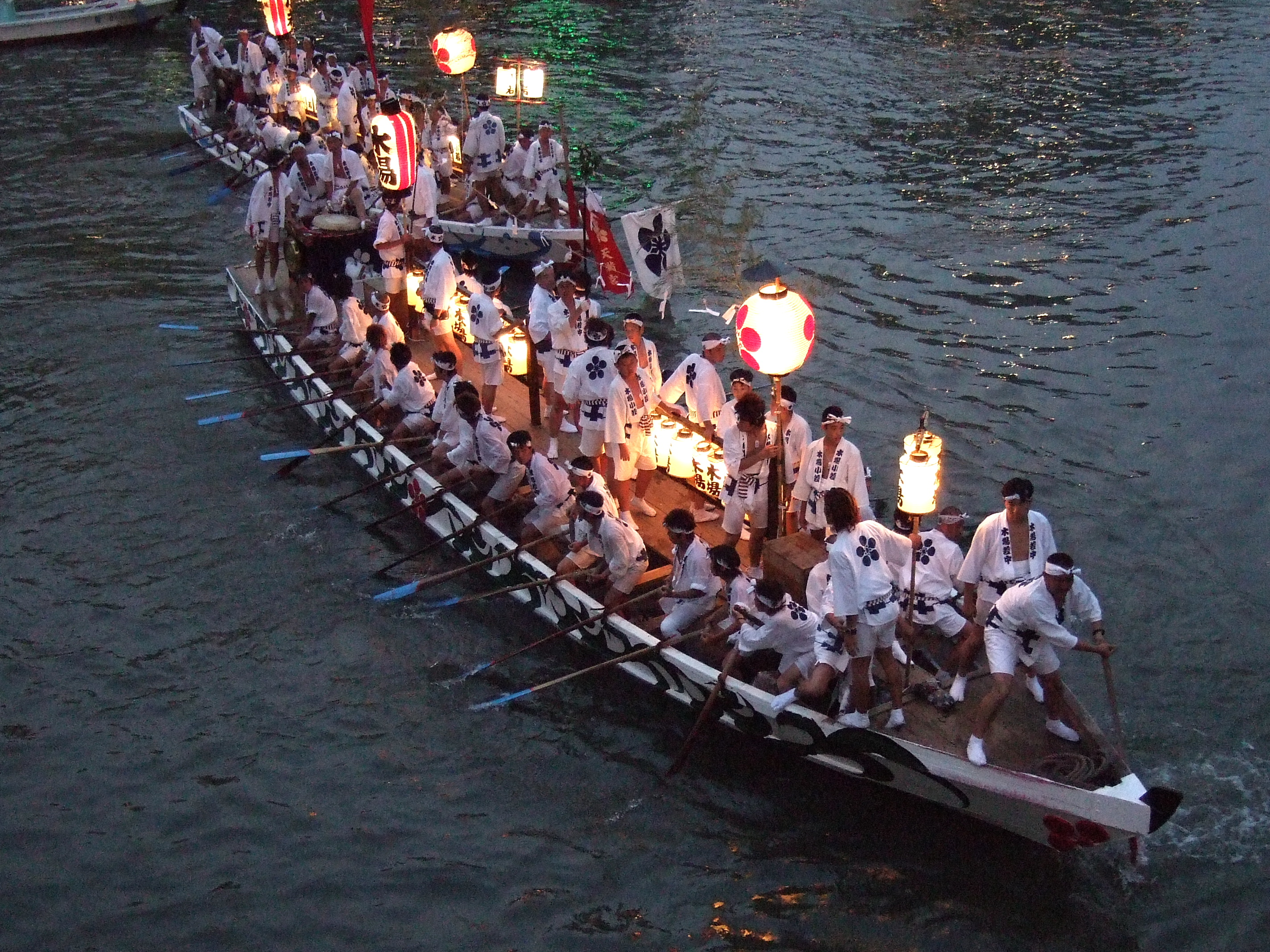
天神祭の本宮。画像は「どんどこ船」

- 共和国記念日（ チュニジア）
1957年のこの日、チュニジアが共和国宣言をし共和国になったことを記念。その前年の1956年3月20日にフランスからチュニジア王国として独立している。
- 憲法記念日（ プエルトリコ）
1952年のこの日にプエルトリコ憲法（英語版）が発効したことを記念。
- 粤語の日( 中華人民共和国広東省 · 香港 ·  マカオ)
- ニコヤ隊によるコスタリカ併合の日（ コスタリカ）

- 天神祭本宮（ 日本大阪天満宮）

- 聖ヤコブの祭日
イエスの使徒の一人ヤコブの、カトリック教会における祝日[8]。
- 聖クリストフォロスの祝日
キリスト教の聖人クリストフォロスのカトリック教会における祝日。ただし、現在のカトリック教会の暦からは「史実性に乏しい」として除外されている。
- 最高気温記念日（ 日本）
1933年（昭和8年）のこの日に、フェーン現象により山形県山形市で最高気温40.8℃を記録したことに由来。長らくこれが日本の最高気温の記録となっていた。2007年8月16日に埼玉県熊谷市と岐阜県多治見市で40.9℃を観測し、74年ぶりに記録は更新されたが、この記念日は変更されず続いている[9]。
- かき氷の日（ 日本）
かき氷のかつての名称「夏氷（なつごおり）」から、7月25日の「725」が「ナツゴ」と読む語呂合わせと、1933年に山形市で記録した日本最高気温の日にちなみ、かき氷を食べるのにふさわしい日という理由から、日本かき氷協会が制定[10]。
- うま味調味料の日（ 日本）
日本うま味調味料協会が制定。日付は、1908年のこの日、化学者の池田菊苗が「グルタミン酸塩を主成分とせる調味料製造法」の特許を取得したことから[11]。この特許は翌年鈴木製薬所により「味の素」として商品化され、うま味調味料のさきがけとなった。